# Setge de Constantinoble (1203)
El primer setge de Constantinoble va tenir lloc el mes de juliol de l'any 1203 dins del marc de la Quarta Croada i va acabar amb l'enderrocament d'Aleix III i la coronació d'Aleix IV.

## Preludi
La Quarta Croada es va reunir per anar a lluitar contra els infidels a Terra Santa. Tanmateix, els caps francesos de la Croada van fer un tracte amb la República de Venècia per al transport, subministraments i protecció en el mar, però en arribar menys homes dels esperats es van adonar que no tenien diners suficients per pagar. En la seva marxa des de Venècia fins a Egipte, la Quarta Croada es va aturar a la costa dàlmata per conquerir Zara (actual Zadar). Allà va acudir a l'abril de 1203, el príncep Aleix III Àngel per demanar ajuda per tal d'ocupar el tron de l'Imperi Romà d'Orient. En la seva recerca de diners, els croats van accedir a posar en el tron al príncep romà d'Orient exiliat que era fill de l'emperador Isaac II, el qual havia estat enderrocat, empresonat i cegat anys enrere pel seu germà Aleix III.
El juny de 1203 els habitants de Constantinoble van descobrir consternats l'arribada d'una formidable flota enemiga. A bord de les galeres de la República de Venècia, s'acostava un exèrcit d'uns 20.000 homes compost per homes de França, Alemanya, Flandes i Itàlia
Els croats pensaven que la presència de l'exèrcit seria suficient perquè els romans d'Orient acceptessin el príncep desterrat com a Emperador, però es burlaven d'ell i es van aprestar a la defensa quan els Croats van decidir fer-lo emperador per la força.

## El setge
Els murs que donaven al Corn d'Or, el gran port de Constantinoble, eren accessibles com a zona on es podia desembarcar i posar escales. Durant segles, el Corn d'Or havia estat protegit en època de guerra per una gran cadena penjada de dues torres situades a la boca del port amb la qual es tancava l'accés de vaixells.
Els croats van atacar la fortalesa de Gàlata, una de les que sostenia les cadenes. L'atac es va realitzar des del mar, amb les galeres venecianes remolcant vaixells de transport fins a la vora, donades les males condicions del mar. Els vaixells de transport portaven unes rampes i en arribar a la platja descendia directament la cavalleria ja muntada per enfrontar-se contra els romans d'Orient que intentaven defensar la platja. Els croats van aconseguir prendre la fortalesa entre el 5 i el 6 juliol de 1203, van destruir la cadena de ferro i van penetrar al Corn d'Or.

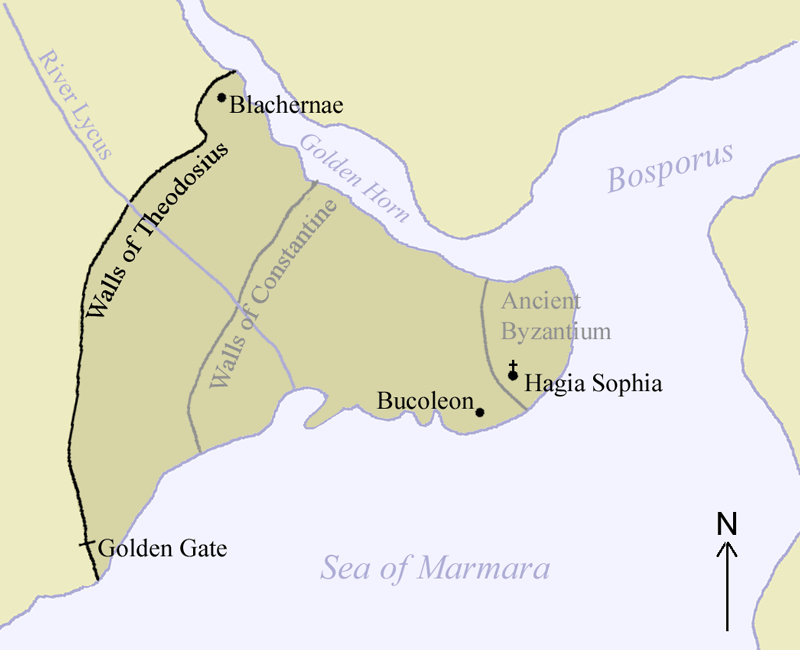
Plànol de Constantinoble

Després de penetrar al Corn d'Or, els croats ja van poder assetjar la ciutat per mar i desembarcar tropes davant de les muralles del Palau de Blaquernes. La muralla de la ciutat feia 9 m d'alt i estava defensada amb ballesters i màquines llança-pedres.
Els croats van dividir les seves tropes: els francesos van atacar els murs per terra i els venecians es van acostar per mar. Aquests van preparar els seus vaixells amb pells per por al foc grec i van folrar els navilis amb fustes i enfiladisses perquè les pedres tinguessin menys efecte. A més van construir ponts llevadissos prou amples perquè hi cabessin tres homes junts,de manera que poguessin fer-los baixar des dels pals de diversos vaixells de transport.
El 17 de juliol va tenir lloc l'assalt. El dux venecià Enric Dandolo comandà personalment l'assalt. Va disposar els navilis en línia amb la intenció d'assaltar alhora diversos punts. Al mateix temps un grup que havia desembarcat va col·locar escales a la muralla i els mercants van baixar els ponts sobre diverses torres. Un cop a les torres, els venecians van obrir les portes als seus compatriotes; d'aquesta manera, els venecians es van fer amb un ampli sector de la muralla però van haver d'abandonar l'espai conquerit per anar a ajudar els francesos que havien trobat una aferrissada resistència. Malgrat tot, havien vençut.

## Conseqüències de l'assalt
La ferocitat dels croats va provocar el terror d'Aleix III, que va fugir de Constantinoble amb gran part del tresor imperial. Abandonats a la seva sort, els habitants de la ciutat van alliberar Isaac II Àngel i van rebre amb tots els honors al seu fill, que poc després va ser coronat emperador a Santa Sofia amb el nom d'Aleix IV i que va governar col·legiadament amb el seu pare.
No obstant això, el seu regnat va durar pocs mesos. Després de posar-lo en el tron, els croats van exigir el compliment del pagament pactat, però l'emperador no ho va poder per falta de liquiditat. La posició d'Aleix IV es va fer cada vegada més delicada perquè els romans d'Orient el veien com un titella dels croats i els croats s'impacientava per no cobrar. A més els intents d'Isaac i Aleix de forçar el final del cisma entre l'Església Ortodoxa i la Catòlica van ser molt mal rebuts.
El gener de 1204 Aleix IV va ser deposat per un noble grec anomenat Aleix Ducas que es va coronar amb el nom d'Aleix V i els croats van planejar una segona conquesta de la ciutat.